# Хенслоу, Филип
Филипп Хенслоу (англ. Philip Henslowe; примерно 1550 — 6 января 1616) — английский театральный антрепренёр и импресарио. Совместно с актёром Эдуардом Алленом, женатым на его падчерице, основал в 1600 году театр «Фортуна». Дневник Хенслоу стал главным источником данных об английском ренессансном театре: он содержит подробные описания ряда спектаклей за период с 1592 по 1603 год, записи о контрактах с актёрами.